# Francavilla Fontana
Francavilla Fontana is een gemeente in de Italiaanse provincie Brindisi (regio Apulië) en telt 36.908 inwoners (31-12-2012). De oppervlakte bedraagt 175,3 km², de bevolkingsdichtheid is 211 inwoners per km².

## Demografie
Francavilla Fontana telt ongeveer 12771 huishoudens. Het aantal inwoners steeg in de periode 1991-2001 met 6,7% volgens cijfers uit de tienjaarlijkse volkstellingen van ISTAT.
| Jaar | Inwoneraantal |
| ---- | ------------- |
| 1991 | 33.995        |
| 2001 | 36.274        |

## Geboren
- Giacomo Leone (1971), atleet

## Geografie
De gemeente ligt op ongeveer 140 meter boven zeeniveau.
Francavilla Fontana grenst aan de volgende gemeenten: Ceglie Messapica, Grottaglie (TA), Latiano, Manduria (TA), Oria, San Marzano di San Giuseppe (TA), San Vito dei Normanni, San Michele Salentino, Sava (TA) en Villa Castelli.
De gemeente ligt ten zuiden van de verkeersweg E90 of SS7 in Brindisi.

## Galerij

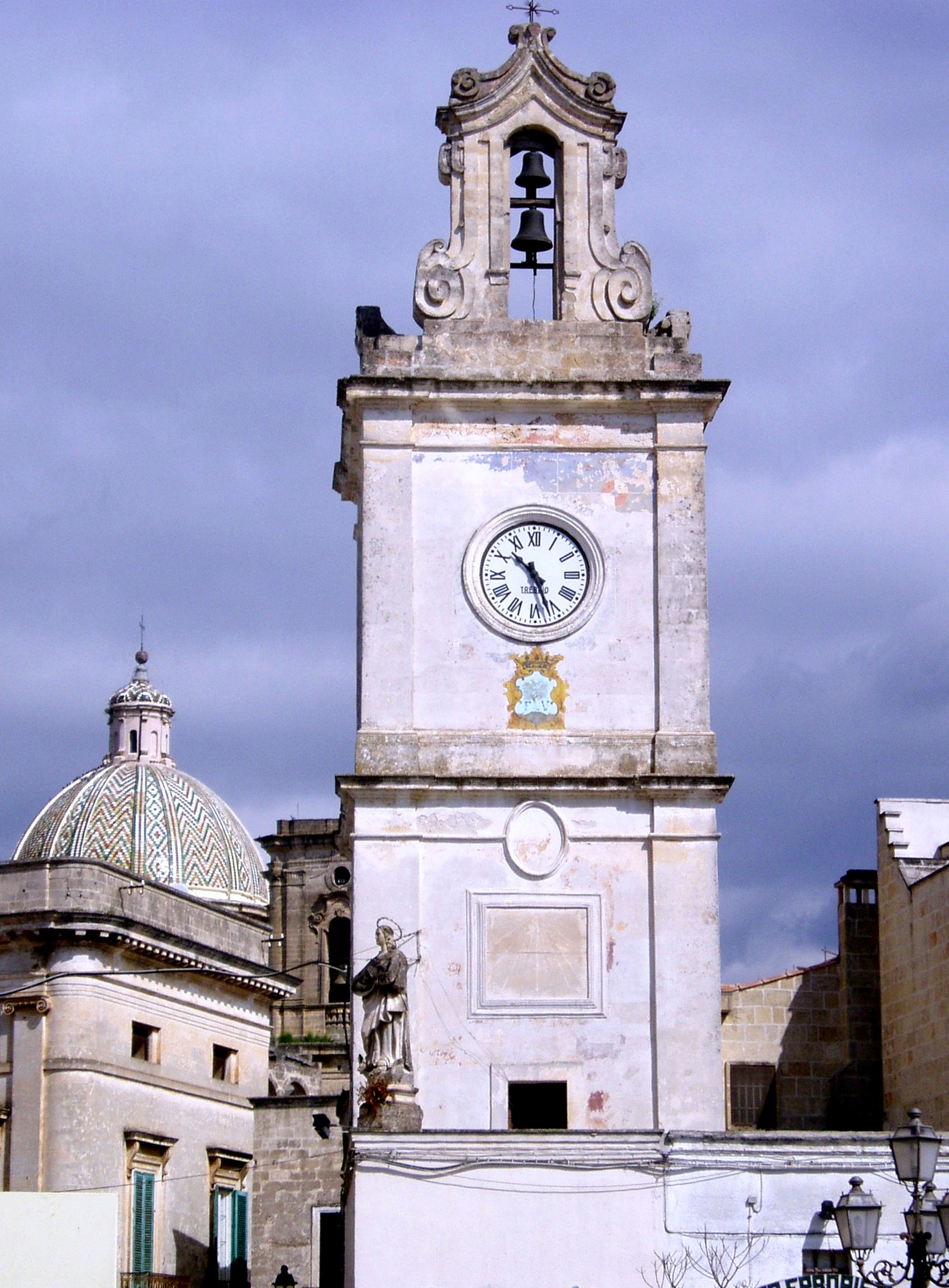
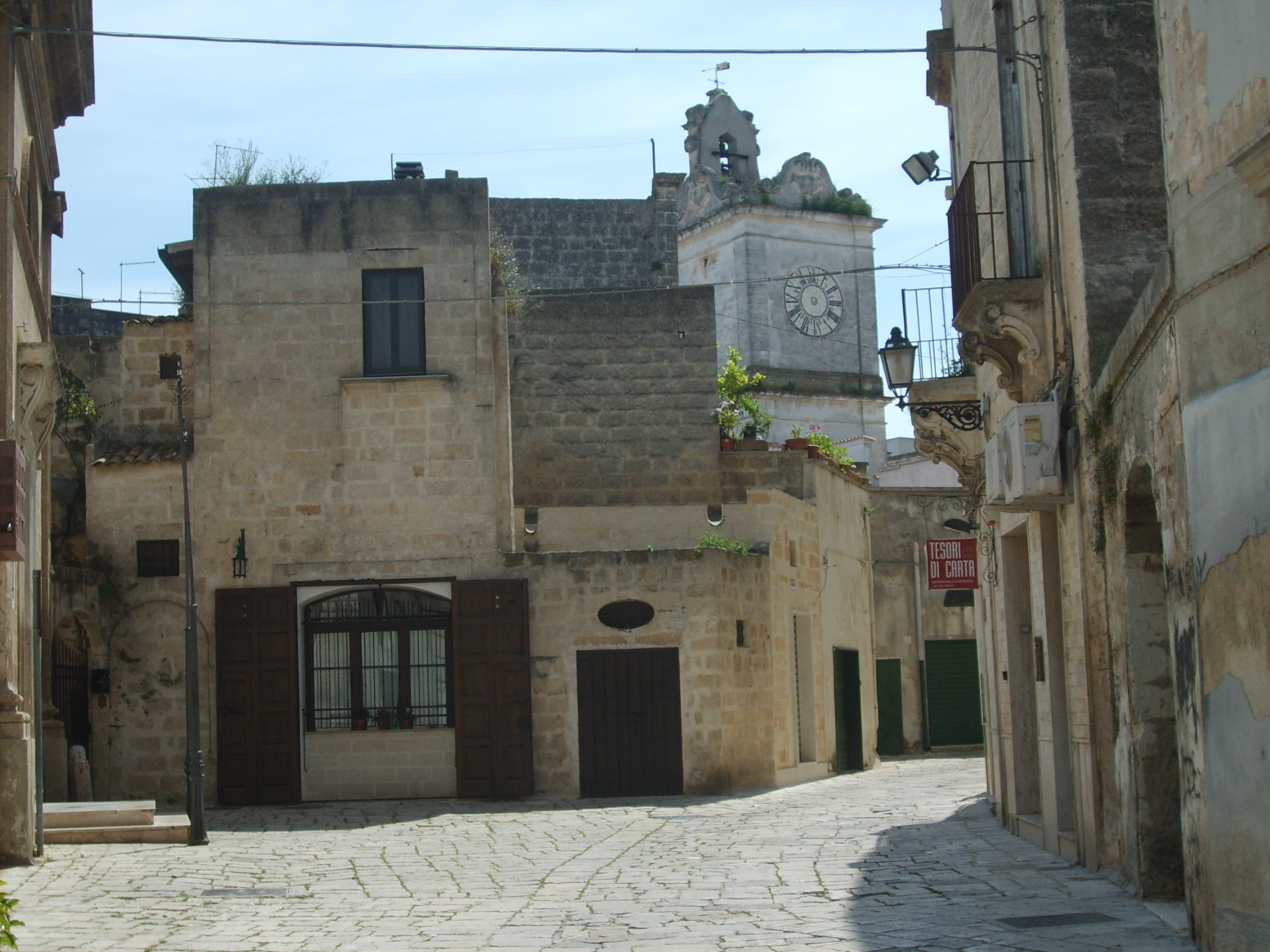
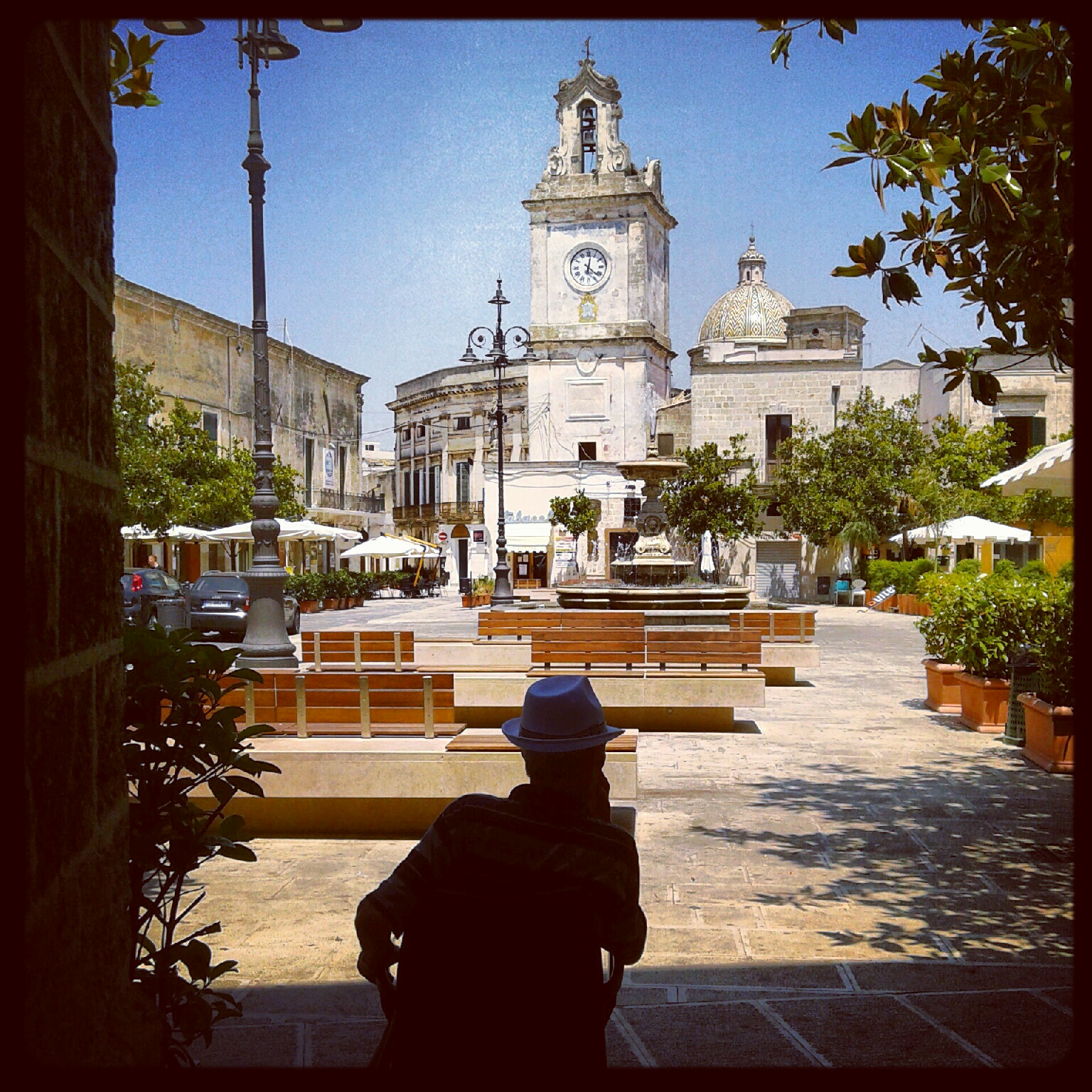
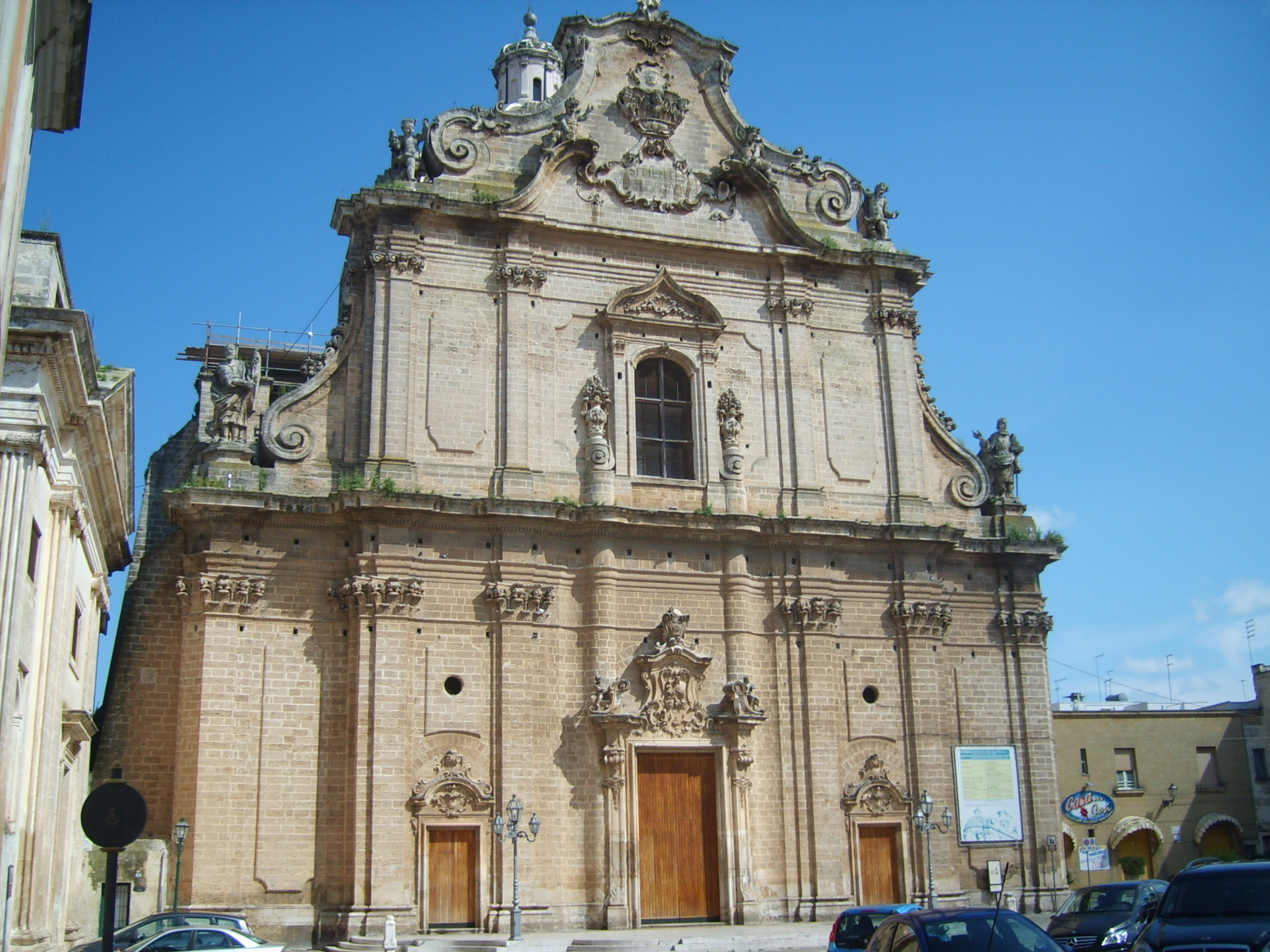
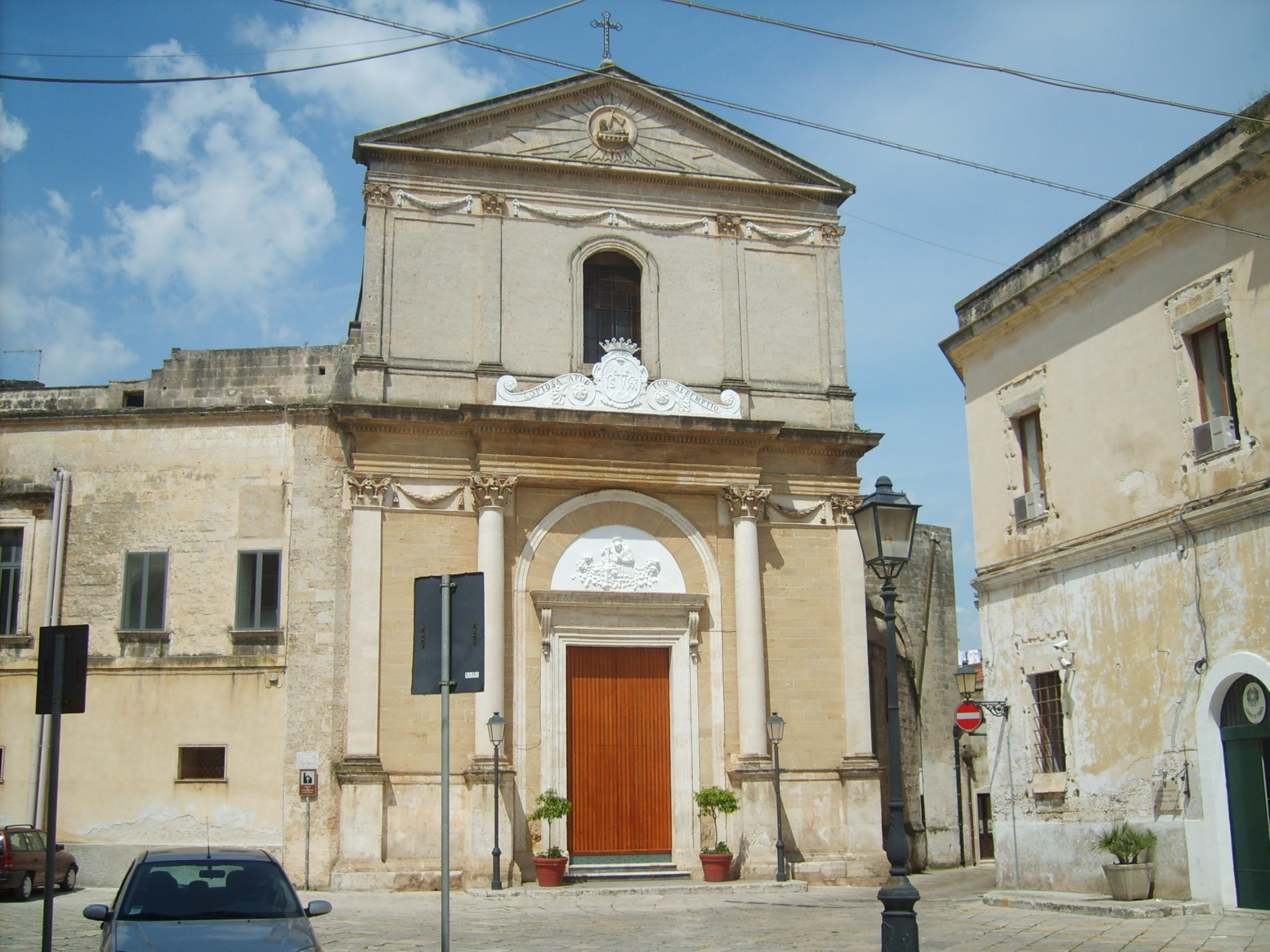
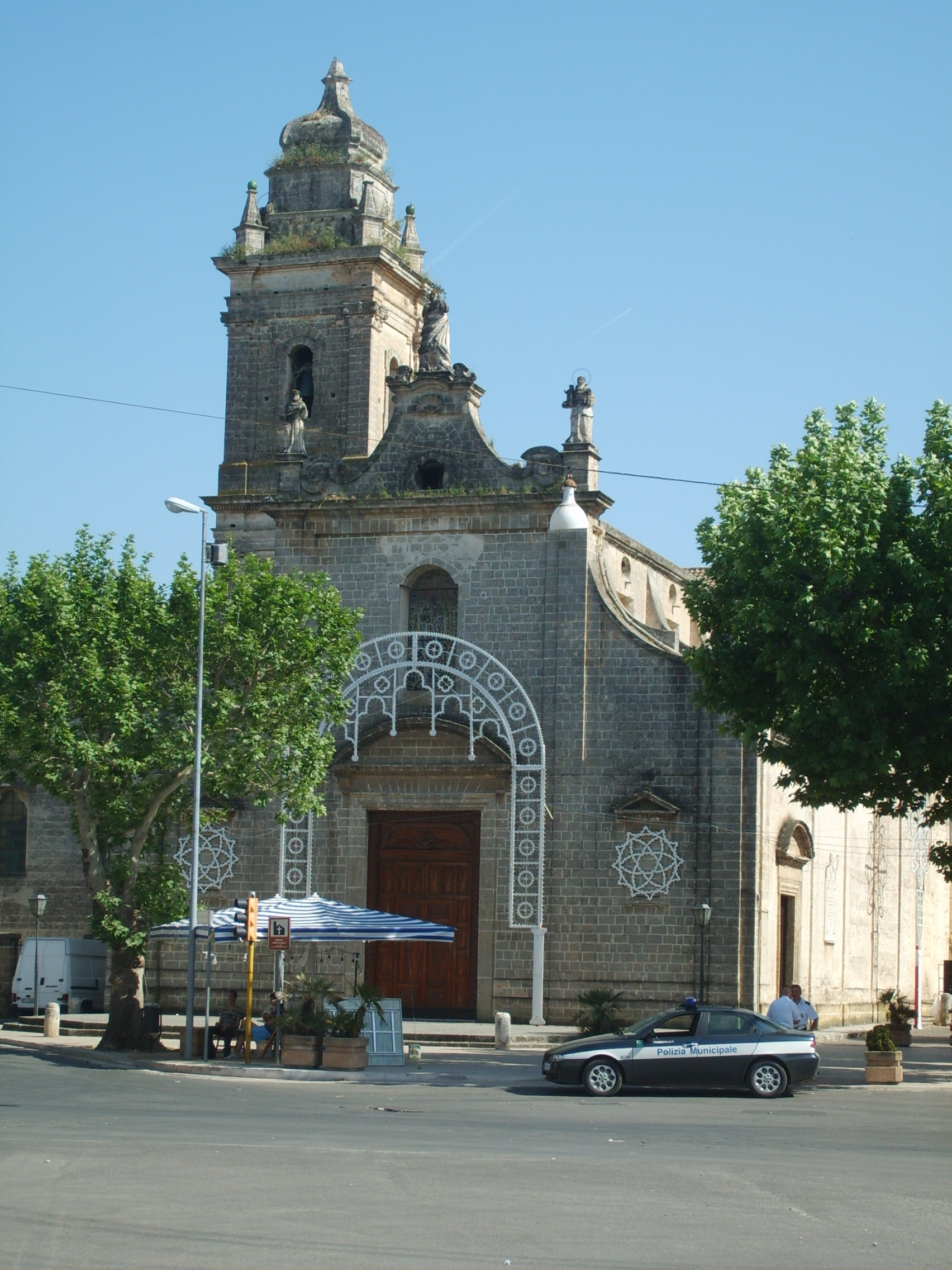
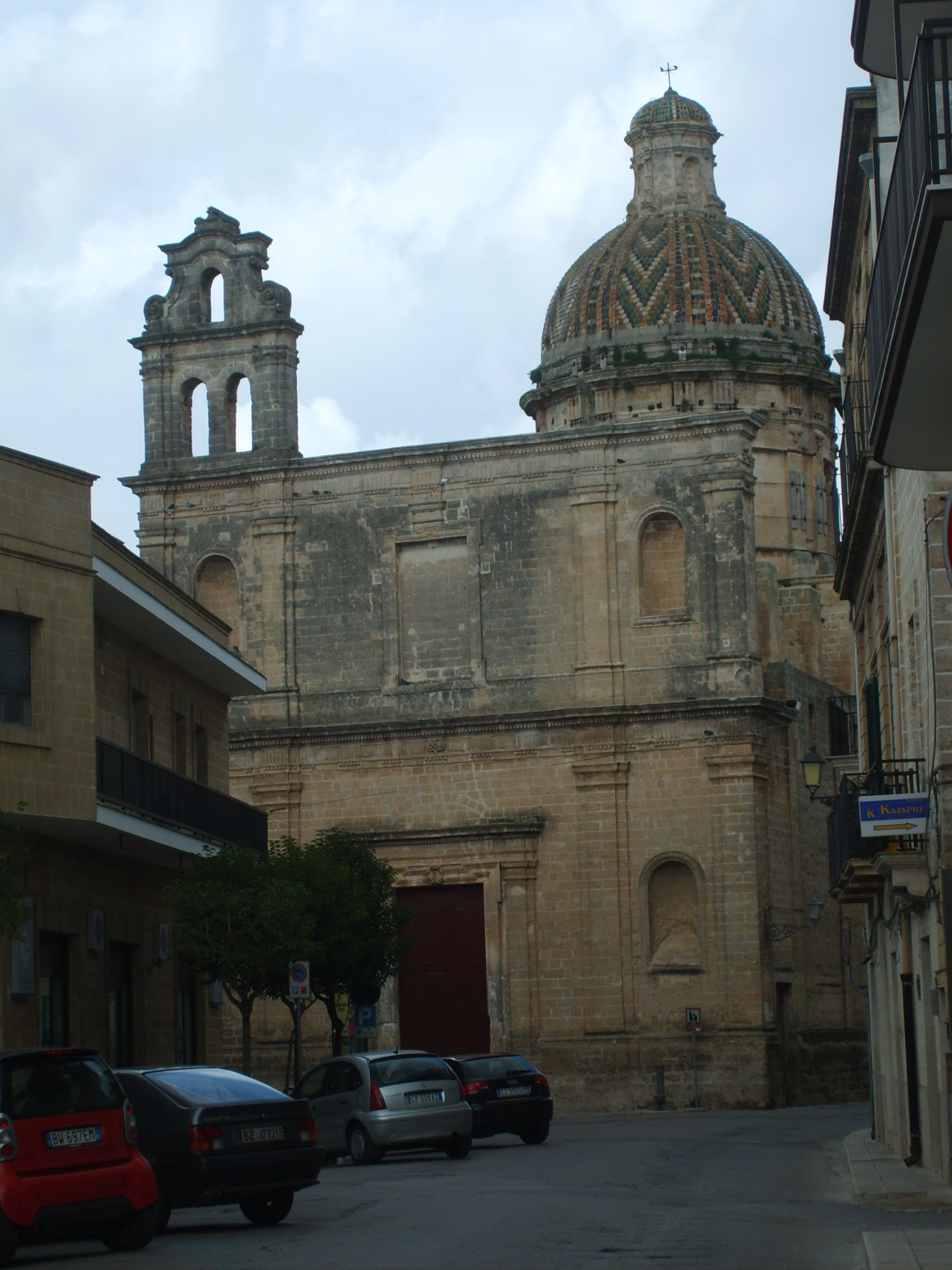
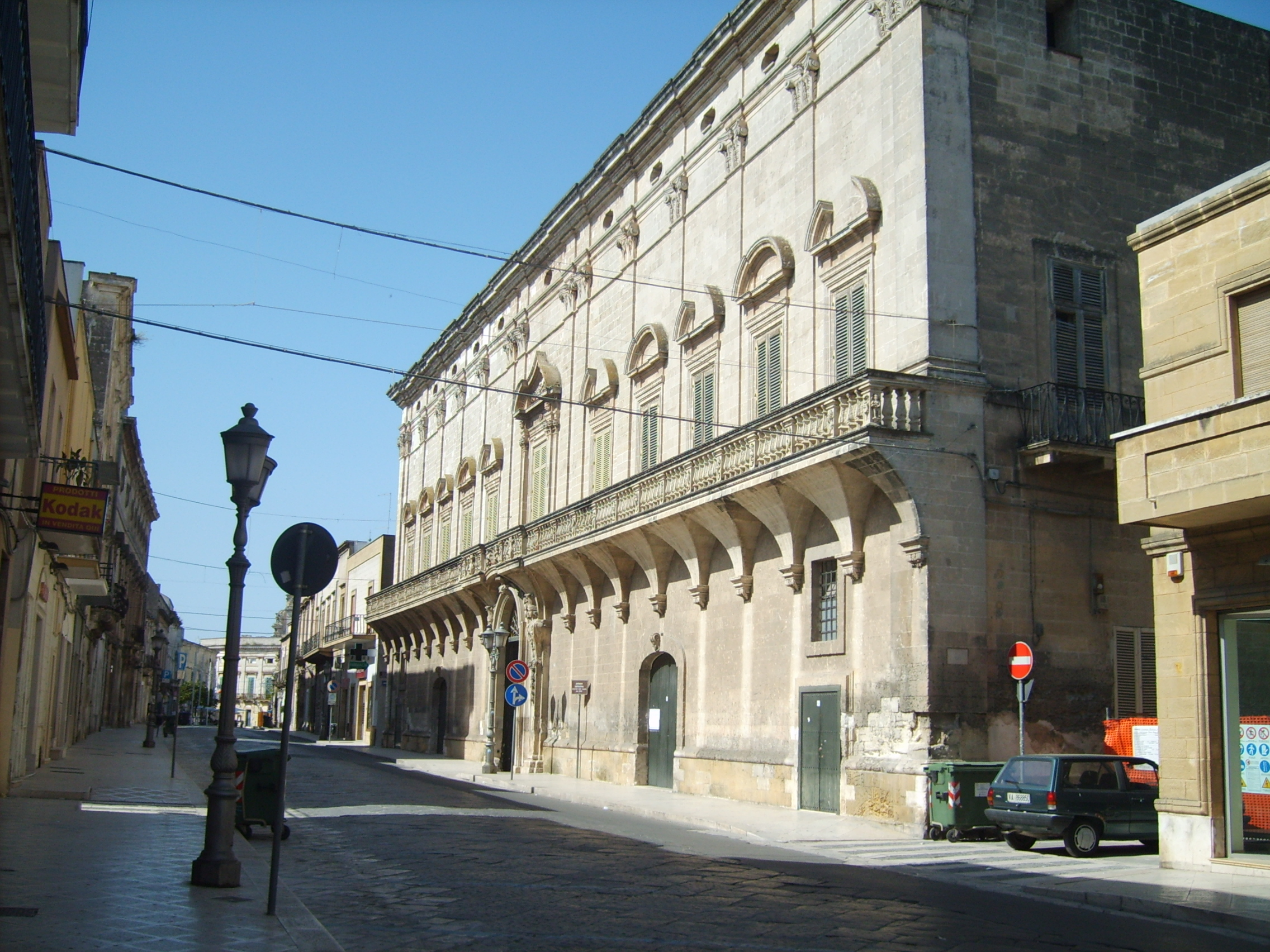
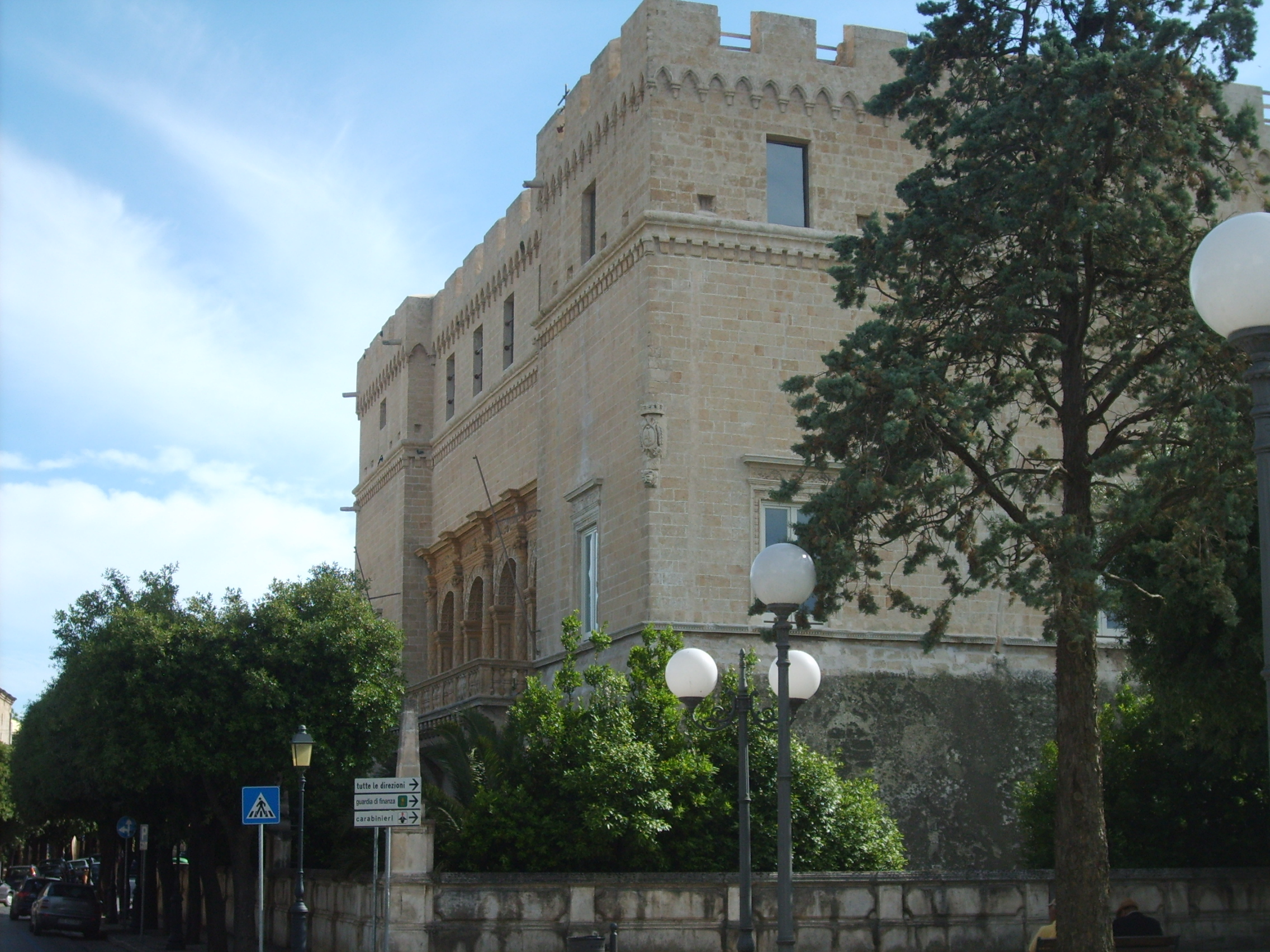
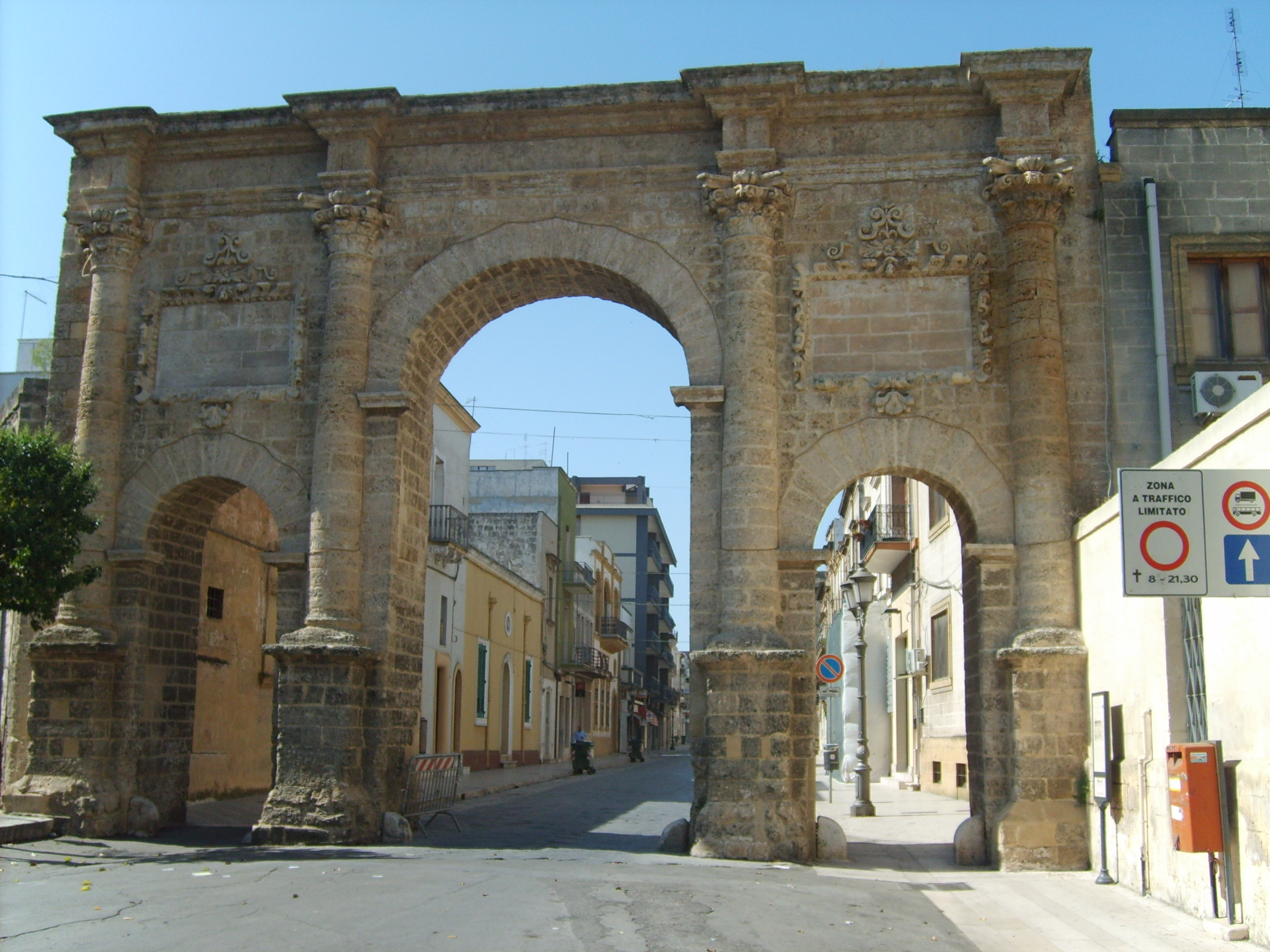

Brindisi · Carovigno · Ceglie Messapica · Cellino San Marco · Cisternino · Erchie · Fasano · Francavilla Fontana · Latiano · Mesagne · Oria · Ostuni · San Donaci · San Michele Salentino · San Pancrazio Salentino · San Pietro Vernotico · San Vito dei Normanni · Torchiarolo · Torre Santa Susanna · Villa Castelli
1. ↑  https://demo.istat.it/?l=it.